# 1168 км (зупинний пункт)
1168 кіломе́тр — пасажирський залізничний зупинний пункт Лиманської дирекції Донецької залізниці на лінії Волноваха — Донецьк між станціями Південнодонбаська (7 км) та Оленівка (8 км). Розташований у селі Степне Волноваського району Донецької області.
Через російську військову агресію на сході Україні залізничне сполучення припинене.